# موريس مولر
موريس مولر (بالإنجليزية: Maurice Edmond Müller)‏ (و. 1918 – 2009 م) هو جراح، وأستاذ جامعي، من سويسرا، ولد في بيال، كان عضوًا في الأكاديمية الألمانية للعلوم ليوبولدينا، توفي في برن، عن عمر يناهز 91 عاماً.

## مناصب وهيئات
أدار جامعة برن.